# مرز پاکستان–چین

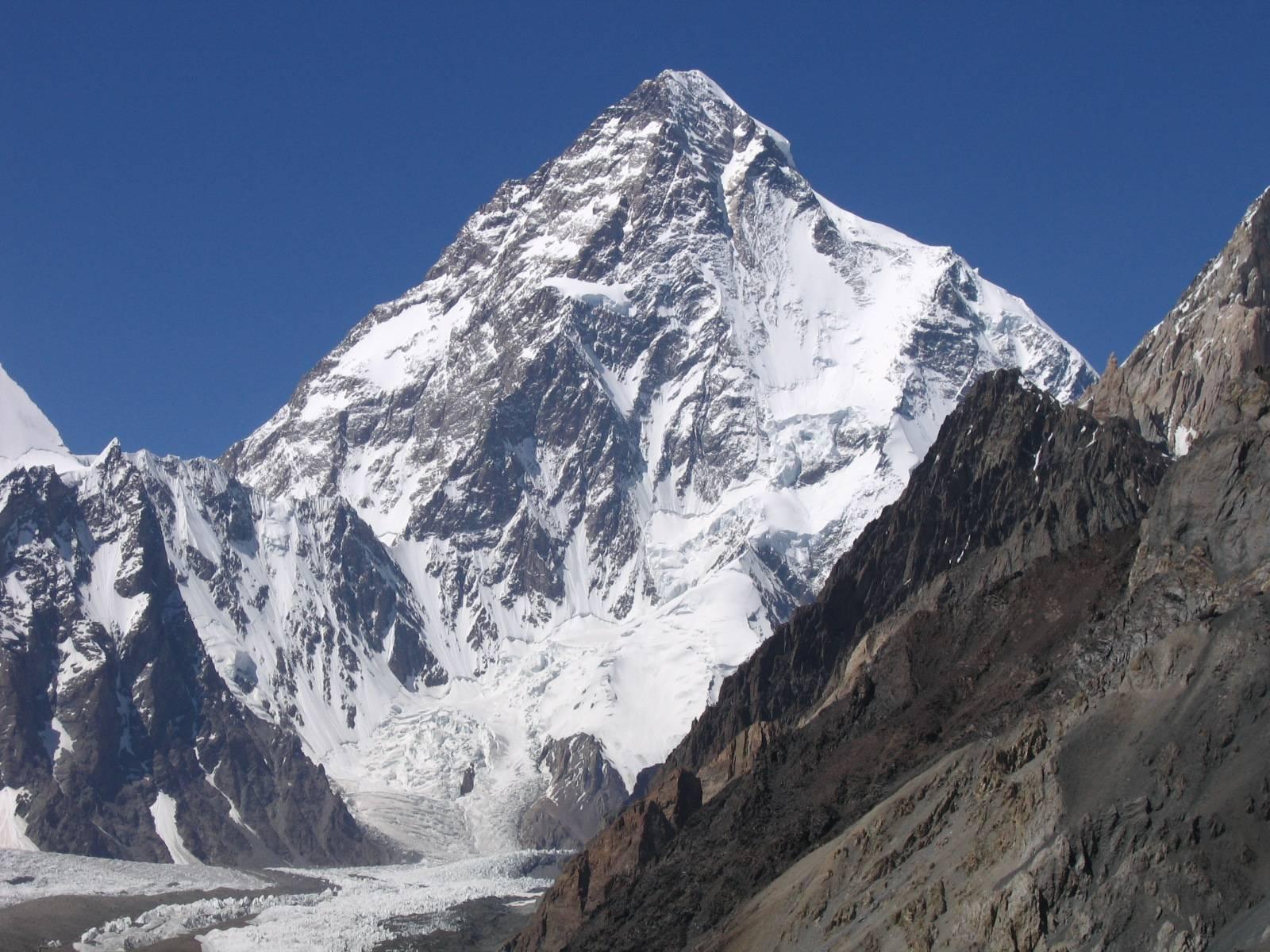
کی۲، دومین قله بلند دنیا در مرز پاکستان و چین

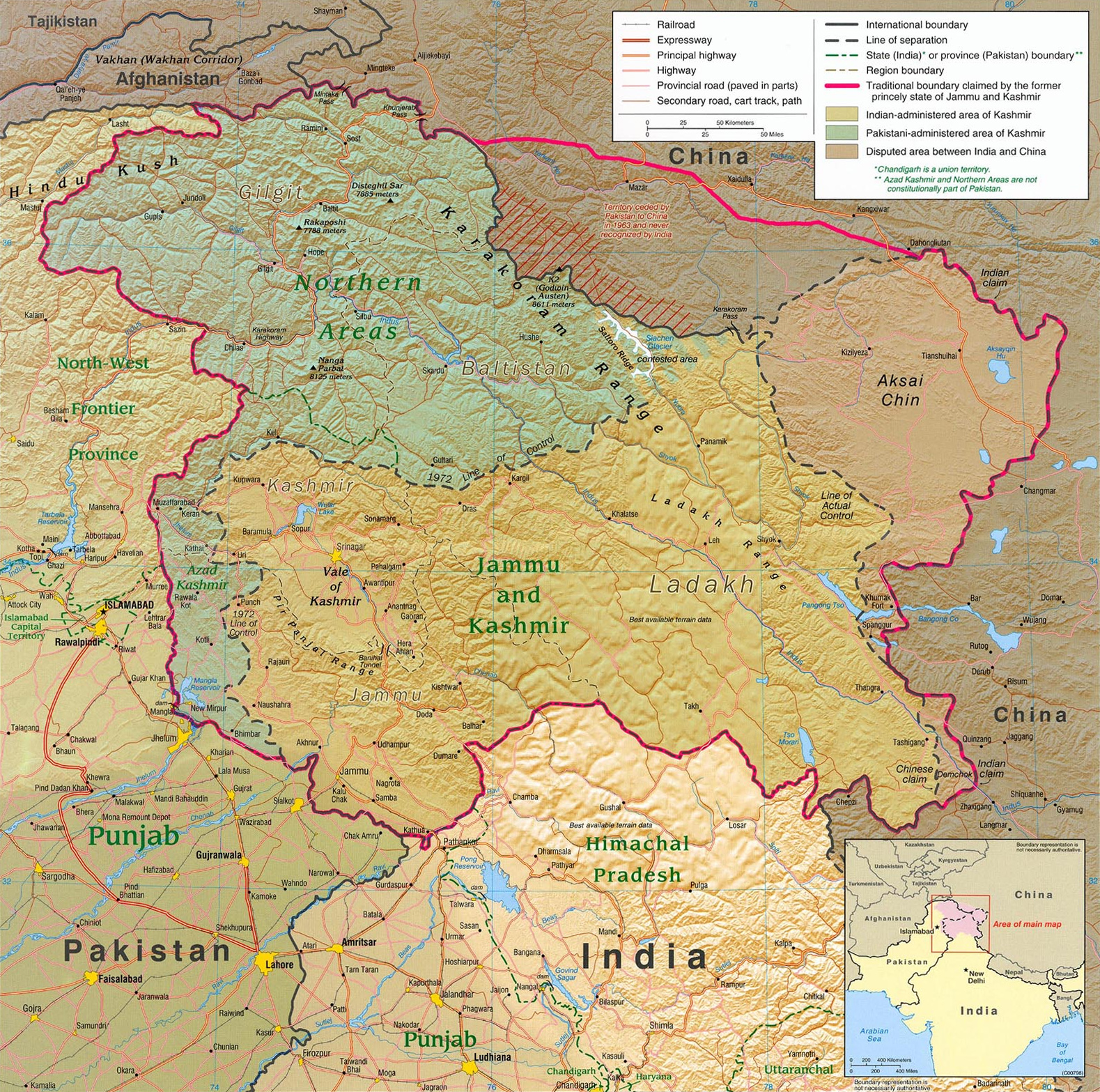
نقشه کشمیر و مناطق مورد مناقشه میان چین، هند و پاکستان

مرز پاکستان و چین به طول ۴۳۸ کیلومتر در راستای غربی-شرقی از نقطه اتصال با مرز افغانستان تا نقطه مورد مناقشه تا مرز هند در مجاورت یخچال سیاچن کشیده شده‌است. این مرز از کوه‌های قراقروم که یکی از بلندترین رشته‌کوه‌های دنیاست عبور می‌کند.
مرز پاکستان و چین توسط هند که مدعی مالکیت بر تمامی ایالت جامو و کشمیر است، به رسمیت شناخته نشده‌است. این ادعا مرز چین و پاکستان را بی‌اثر کرده و هند را به همسایه افغانستان تبدیل می‌کند. هند پیمان ۱۹۶۳ پاکستان و هند در تعیین مرز را به رسمیت نمی‌شناسد و در سال ۱۹۸۴ یخچال سیاچن در کشمیر را اشغال کرد.
امروزه گردنه خنجراب تنها گذرگاه در مرز پاکستان و چین است که شاهراه قراقرم از آن می‌گذرد. گردنه کیلیک و گردنه مینتاکا نیز در گذشته مورد استفاده قرار می‌گرفتند ولی امروزه این دو گذرگاه بسته هستند.